# Белая колоннада (фильм, 1915)
«Белая колоннада» (1915) — немой художественный фильм Вячеслава Висковского, сценарий написан Евдокией Нагродской по собственному одноимённому роману. Фильм вышел на экраны 24 ноября 1915 года. Фильм не сохранился.

## Сюжет
Минутная прихоть знатной аристократки делала её слугу навсегда несчастной.

## Художественные особенности
- «Выручает картину не символизм г-жи Нагродской, а <…> превосходные световые эффекты, хороший снимок <…> удачно поставленная внутренность вагона, сквозь окно которого виден перрон — всё это даёт возможность "легко" смотреть картину». («Проектор», 1915, № 5, стр. 8)[2]